# San Agustín (Copán)
San Agustín est une municipalité du Honduras, située dans le département de Copán.
Fondée en 1930, la municipalité de San Agustín comprend 4 villages et 29 hameaux.

## Historique
Lors du découpage territorial de 1896, San Agustín apparaissait comme un village de Santa Rosa. Le statut de municipalité lui a été octroyé par un décret du 6 mai 1930 entré en vigueur le 1er août 1930. Le 12 novembre 1940 le statut de municipalité lui est retiré, et elle fait à nouveau partie du district de Santa Rosa ; en 1957 l'autonomie communale est rétablie.

## Crédit d'auteurs
- (en) Cet article est partiellement ou en totalité issu de l’article de Wikipédia en anglais intitulé « San Agustín, Copán » (voir la liste des auteurs).